# Paramount Studios
Cet article concerne le lieu de tournage de Paramount à Los Angeles. Pour la société, voir Paramount Pictures. Pour les autres acceptations, voir Paramount (homonymie).
Paramount Studios est un studio de tournage consacré aux productions cinématographique et télévisuelles situé à Los Angeles sur Melrose Avenue. C'est aussi le siège social de plusieurs sociétés du groupe Paramount Pictures. C'est le deuxième plus ancien studio de cinéma toujours en activité des États-Unis, derrière Universal Pictures. De nombreuses émissions et séries ont été et sont enregistrées dans ce studio.

## Historique
Vers 1914, plusieurs studios s'installent à Hollywood. L'un de ces studios, située au 5451 Marathon Avenue, est baptisé Paralta Studios. Rapidement il est racheté par Robert Brunton qui le rebaptise Brunton Studios. En 1915, de l'autre côté de Melrose Avenue, Adolph Zukor installe ses Famous Players Fiction Studios toujours en activité et géré par Raleigh Studios.
Depuis Marathon Street est devenu un chemin piétonnier à l'intérieur du complexe. 

## Installations
Les plateaux de tournage (stages en anglais) sont de vastes hangars (les numéros 1 à 10 ont été conçus à l'époque du cinéma muet). Le complexe comprend également plusieurs plateaux à ciel ouvert (backlots), notamment des rues reconstituées de villes célèbres (New York, Chicago).
Les grandes scènes aquatiques de films (Les Dix Commandements avec Moïse séparant les eaux de la mer Rouge, L'Étrange Histoire de Benjamin Button) sont tournées dans le « Blue Sky Tank » : en temps normal, c'est une dalle bleue de 54 mètres de large et 60 mètres de long qui sert de parking. Elle peut se transformer en un bassin géant d'1 mètre 20 de profondeur. Il faut près d'un jour entier pour le remplir avec 4 millions de litres d’eau grâce au château d'eau à l’effigie de Paramount qui le jouxte. Un écran géant de 54 mètres de long et 19 mètres de haut est employé comme toile de fond aux scènes aquatiques.
La Bronson Gate (« porte Bronson ») fut l'entrée principale du studio mais n'est plus accessible au public aujourd'hui, excepté lors des visites guidées à pied et en buggy. Cette grille en fer forgé porte le nom de Bronson car elle clôt la Bronson avenue. Construit vers 1926 en style Renaissance espagnole, ce portail est encadré de deux bâtiments en stuc blanc recouverts de toits en tuiles et est un des symboles des studios dans les années 1930. Une tradition est de toucher la grille supposée porte chance car de nombreux acteurs et actrices sur la route de la gloire l'ont embrassée, citant la scène de Boulevard du crépuscule : « All right, Mr. DeMille, I’m ready for my close up » (« Très bien, Mr  DeMille, je suis prête pour mon gros plan »). L'acteur Charles Bronson, de son vrai nom Karol Dionizy Buczynski, adopta son nom de scène d'après celui de cette porte. Une autre légende veut que le décor en filigrane ornant le haut de la grille a été ajouté pour empêcher les fans féminines de grimper dessus et d'aller toucher la vedette du cinéma muet Rudolph Valentino.
Le Paramount Theatre sert de décor pour les films (Danger immédiat) et de salle de cinéma pour les pré-projections destinées aux producteurs des films ou aux VIP, pour les projections test sur un public sélectionné ou les avant-premières.
Le banc original qui a servi à plusieurs scènes du film Forrest Gump est à gauche du Paramount Theater. La production avait prévu un banc arrondi mais Tom Hanks le trouva inconfortable après plusieurs heures de tournage. Un dossier carré (en fibre de ciment plus léger pour que cet accessoire soit facilement transportable) fut conçu pour soulager son dos. Cette disposition lui permit de trouver la position caractéristique bien droite de son personnage.
Les gardiens de nuit racontent que d'anciennes vedettes de cinéma comme Rudolph Valentino enterré à l'Hollywood Forever Cemetery viennent hanter les studios adjacents (studios 29 à 32) à ce cimetière. Des légendes courent aussi à propos du fantôme de l'actrice Heather O'Rourke hantant le studio 19 pendant le tournage de la sitcom Wings. Cette actrice morte à 12 ans avait joué dans la série télévisée Happy Days tournée dans le studio 19 et avait aussi joué dans la saga Poltergeist.

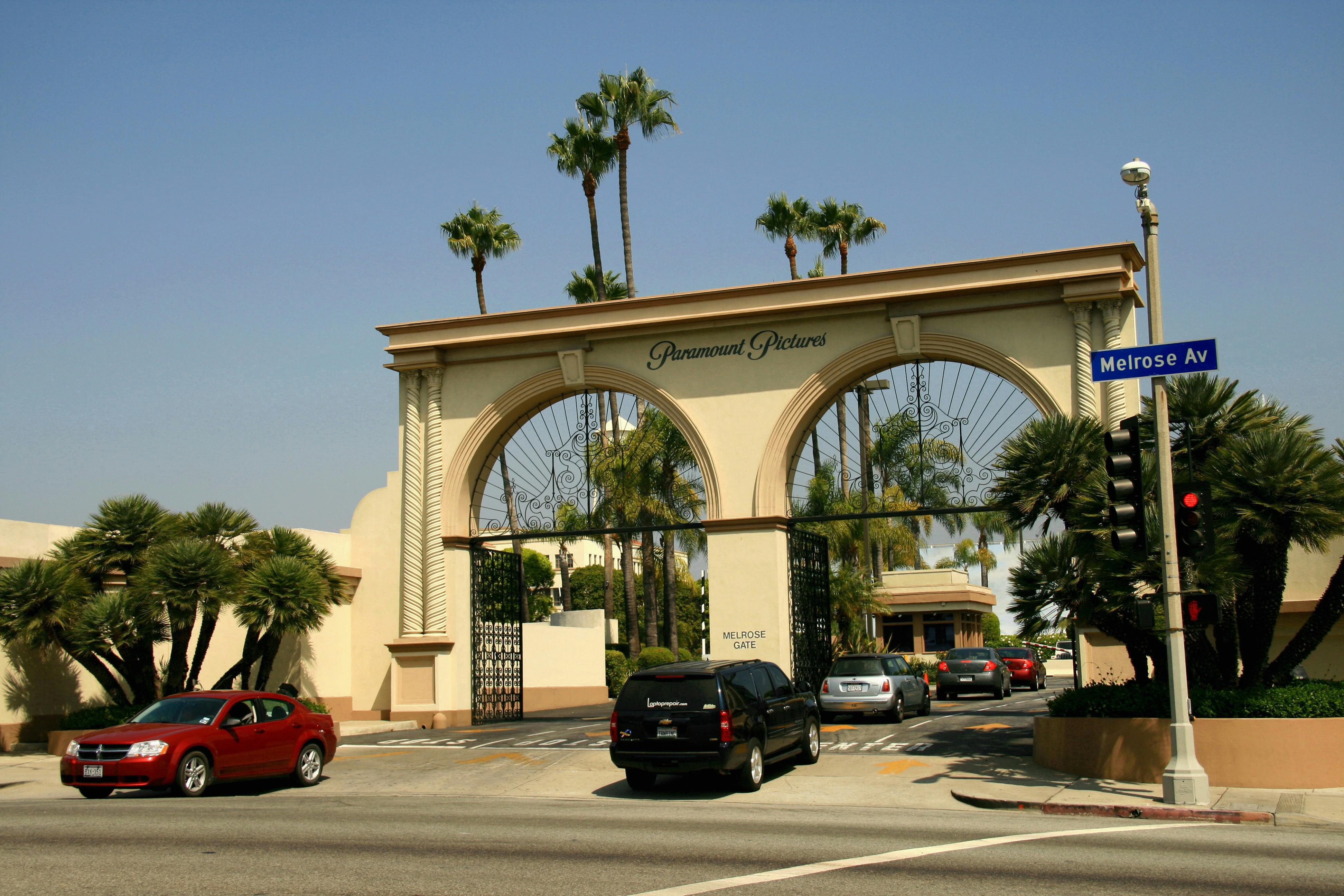
L'entrée actuelle du studio de Hollywood, la Melrose Gate.
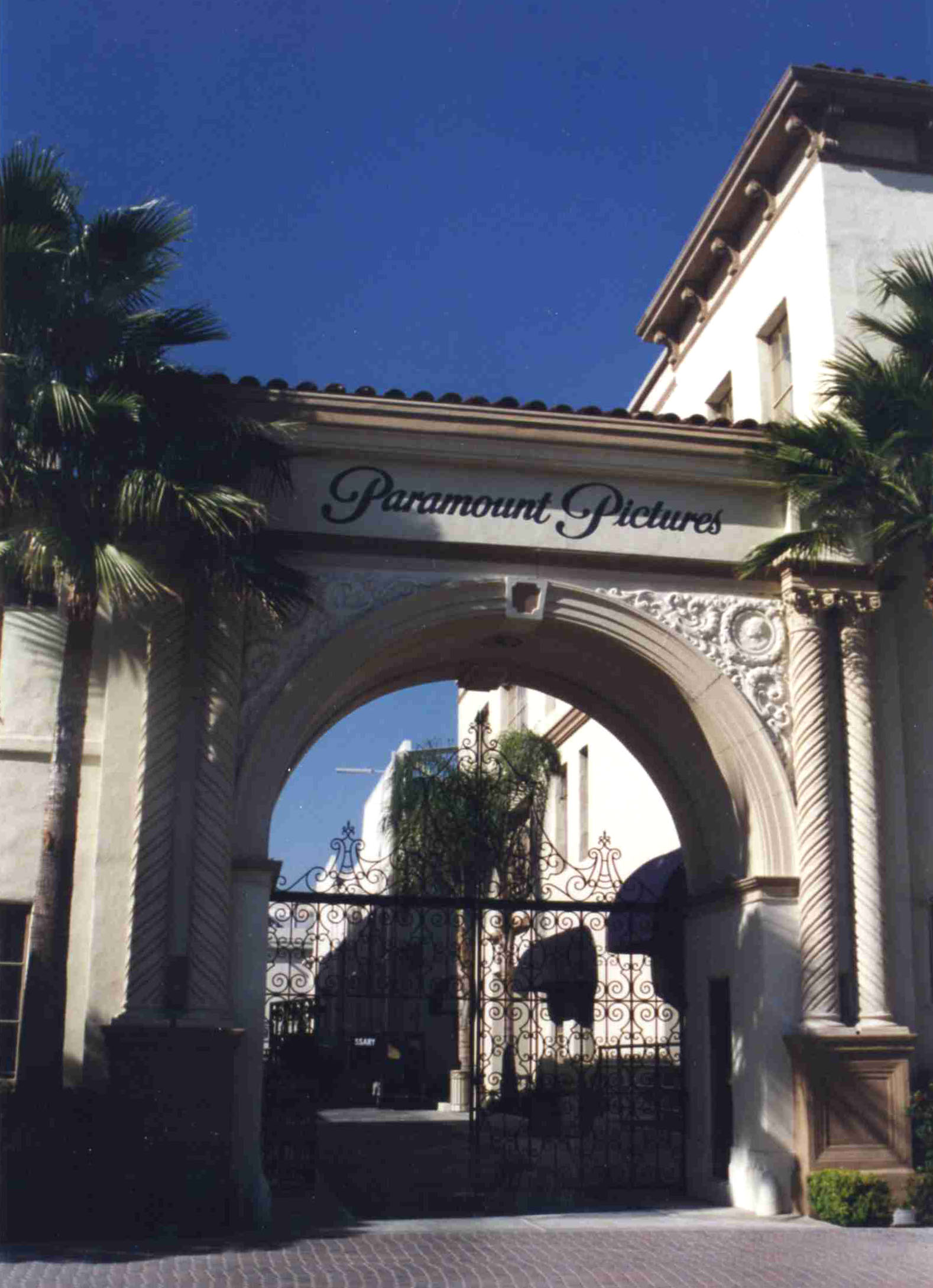
La Bronson Gate sur Marathon Street.
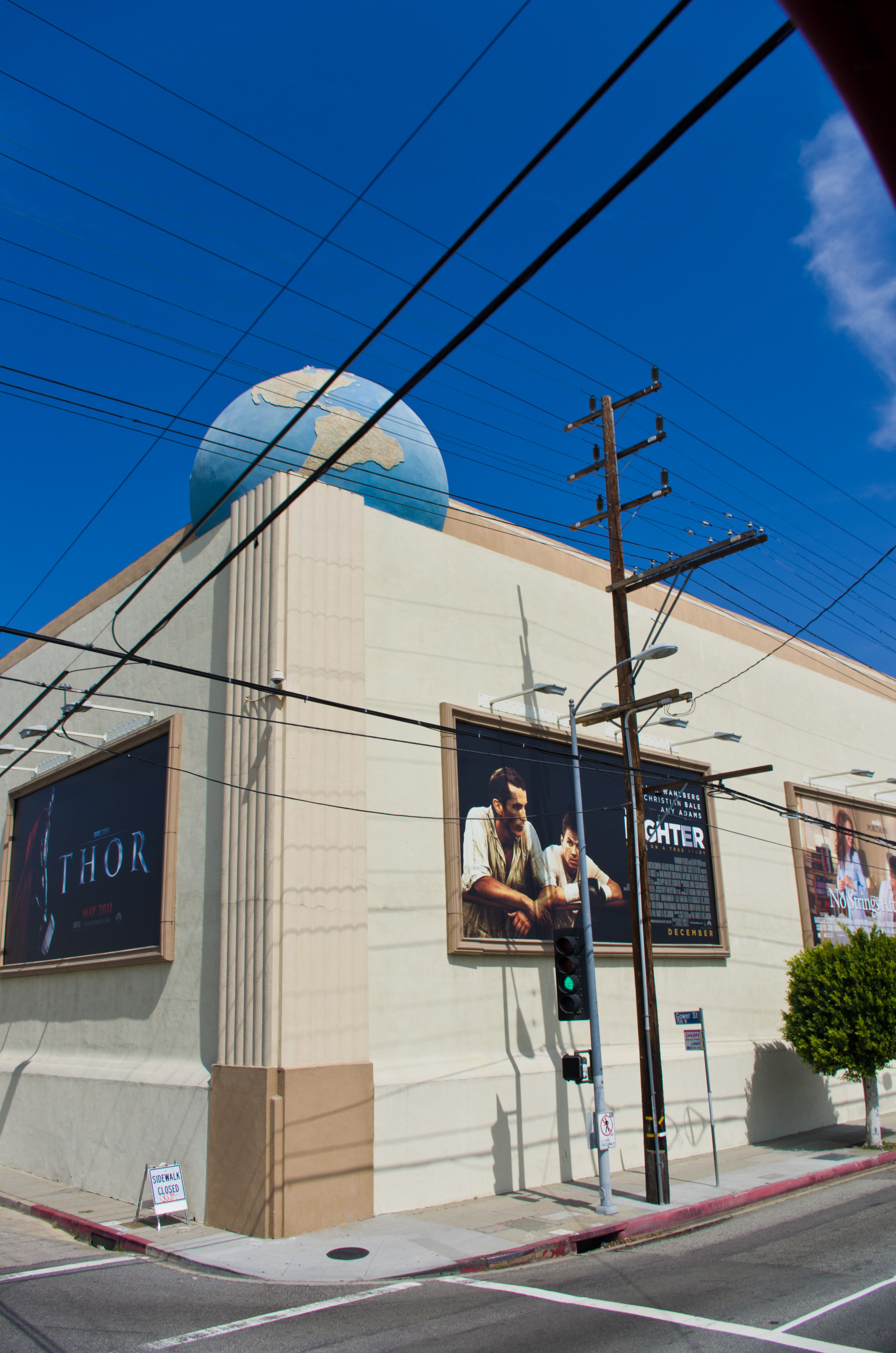
Globe surmontant le Stage 21, situé à l'angle sud-ouest des studios, intersection de Melrose Avenue et Gover Street.
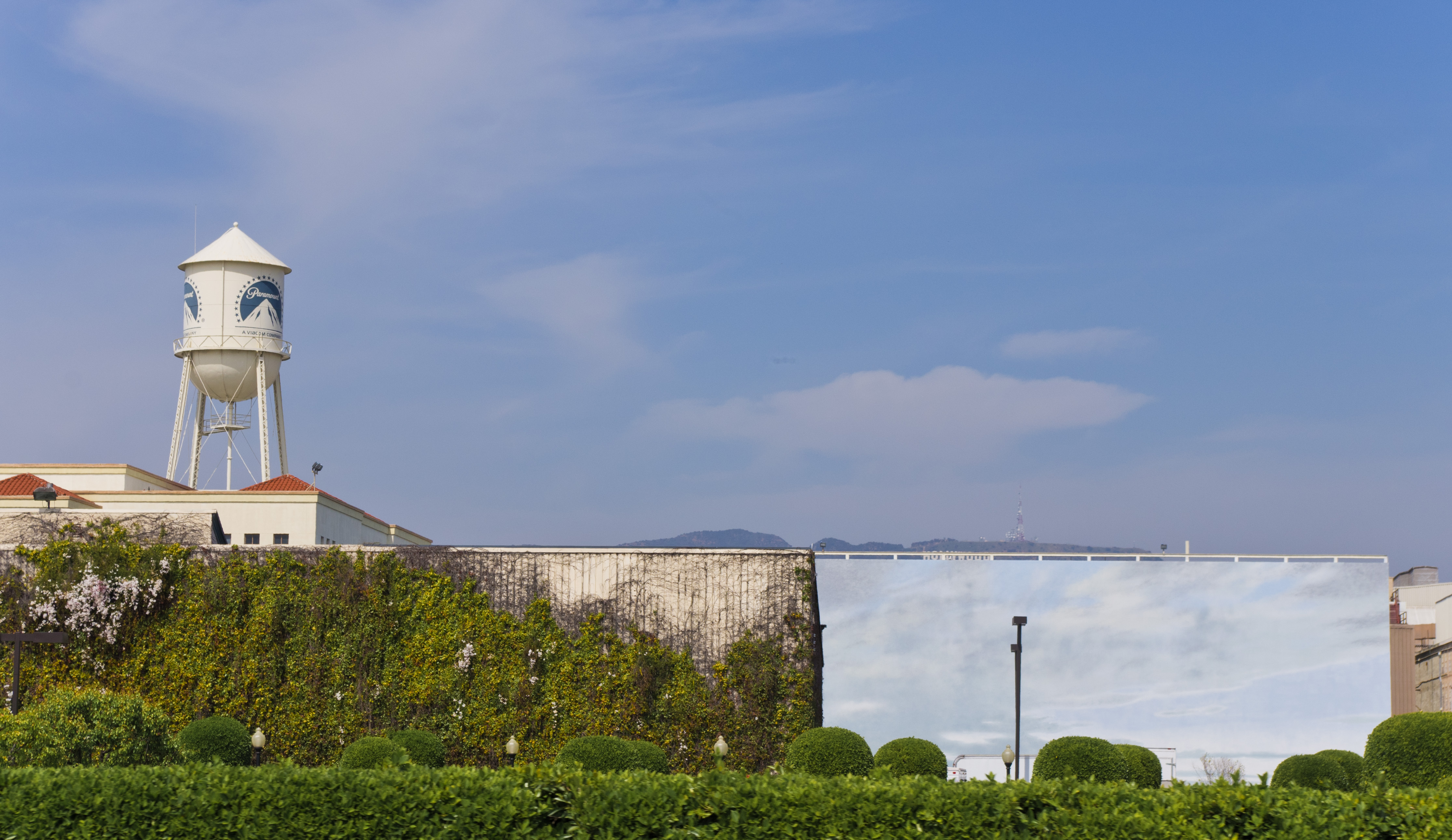
Château d'eau et mur peint avec un ciel bleu cachant les archives du studio
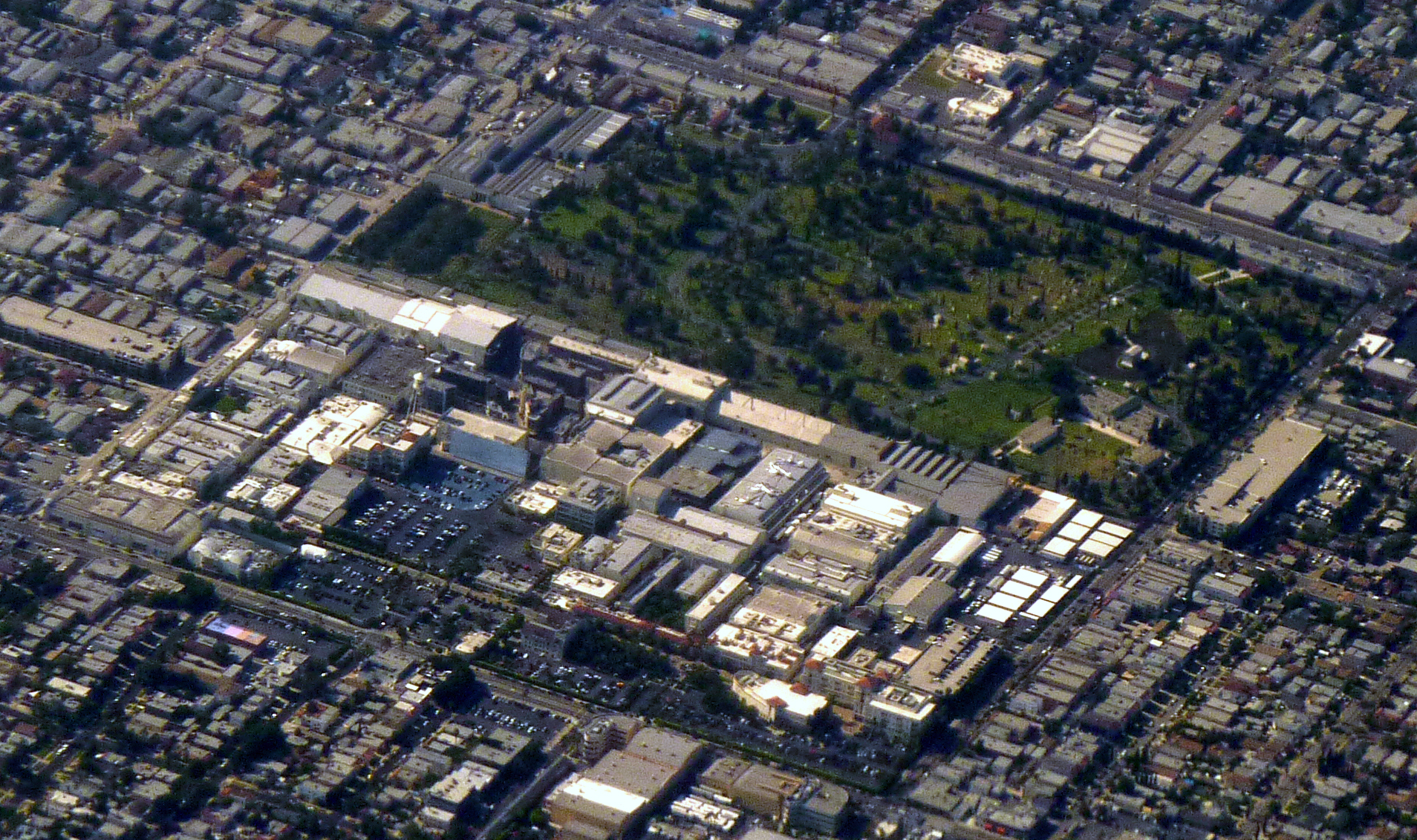
Vue aérienne des studios en 2009
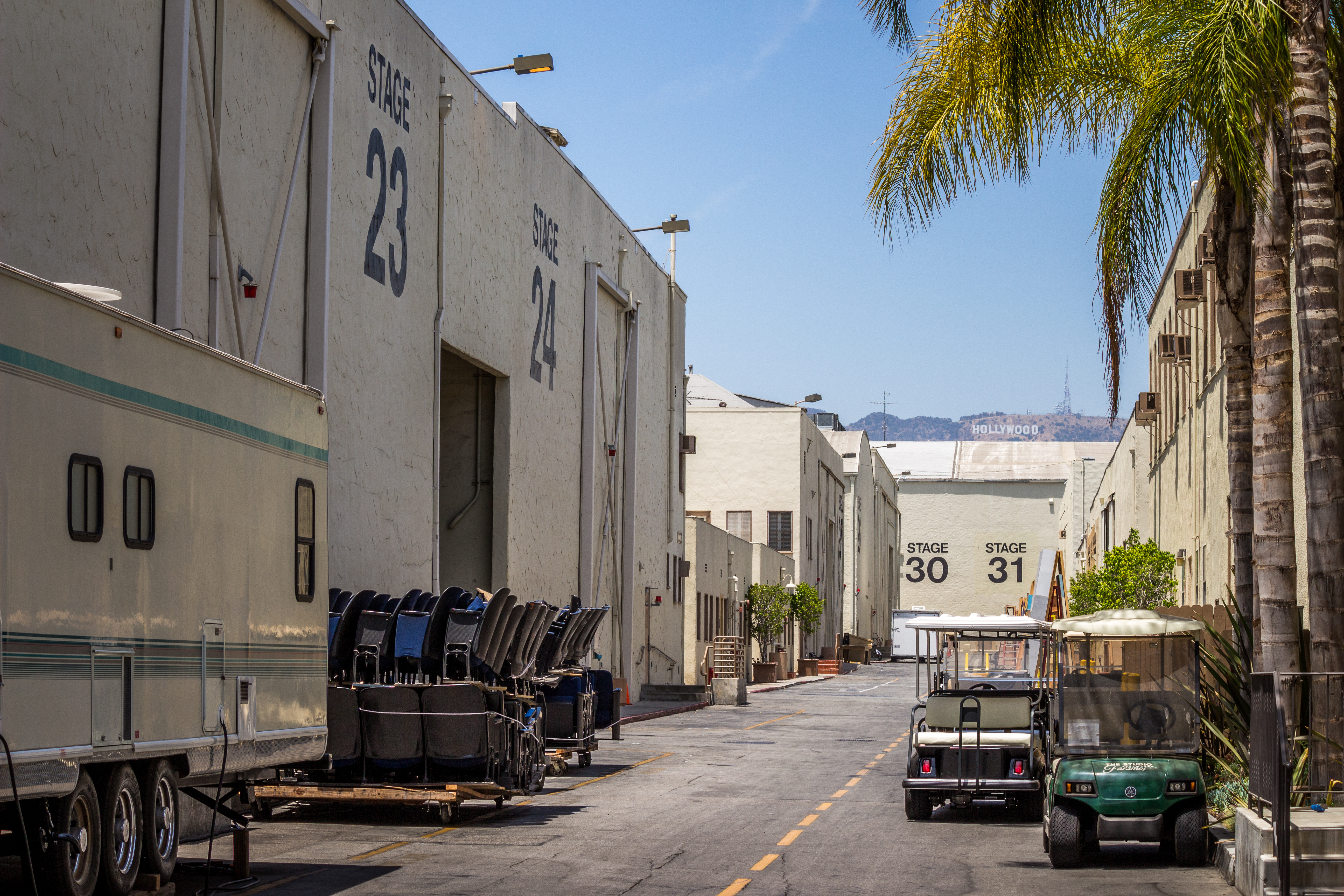
Stages 23&24 et au fond les Stages 30&31 surmonté par le Hollywood Sign

## Productions
- Films : Forrest Gump, Stuart Little, Chinatown,  Citizen Kane, Star Trek, le film, …
- Séries télévisées : NCIS : Los Angeles, Rizzoli and Isles,  Scream Queens, Glee, …